# 2024년 하계 올림픽 룩셈부르크 선수단
2024년 하계 올림픽 룩셈부르크 선수단은 2024년 7월 26일부터 8월 11일까지 프랑스 파리에서 열린 2024년 하계 올림픽에 참가한 올림픽 룩셈부르크 선수단이다.
룩셈부르크는 1900년 올림픽에 처음 출전한 후 세 번의 경우(세인트루이스 1904년 , 1908년 런던, 1932년 로스앤젤레스 (전 세계적인 대공황 시기).를 제외하고 모든 대회에서 하계 올림픽에 참가했다,

## 출전 선수
| 종목         | 남자 | 여자 | 전체 |
| ------------ | ---- | ---- | ---- |
| 사이클       | 1    | 1    | 2    |
| 수영         | 1    | 0    | 1    |
| 승마         | 2    | 0    | 2    |
| 양궁         | 1    | 0    | 1    |
| 육상         | 2    | 2    | 4    |
| 탁구         | 1    | 2    | 3    |
| 트라이애슬론 | 0    | 1    | 1    |
| 전체         | 8    | 6    | 14   |

## 매달 집계
| 종목 | 1 | 2 | 3 | 합계 |
| 종목 | ' | ' | ' | '    |
| 종목 | ' | ' | ' | '    |
| 종목 | ' | ' | ' | '    |
| 합계 | ' | ' | ' | '    |

## 같이 보기
- 2024년 하계 올림픽